# حزازيات ذئبية
أرجل الذئبيات (الاسم العلمي: Lycopodiopsida) هي طائفة من النباتات تتبع شعبة النباتات الذئبية.

## رتب
- الرجل ذئبيات (الاسم العلمي: Lycopodiales) (بالإنجليزية: Clubmosses)‏
- الحزازيات المسمارية (الاسم العلمي: Selaginellales) (بالإنجليزية: Spikemosses)‏
- الحزازيات الوشيعية (الاسم العلمي: Isoetales) (بالإنجليزية: Quillworts)‏